# Regeringen Staaff II
Regeringen Staaff II regerade Sverige 7 oktober 1911 till 17 februari 1914. Samtliga statsråd var medlemmar av liberala samlingspartiet, undantagit Albert Ehrensvärd d.y., som inte hade riksdagsplats men likväl var liberalt sinnad.
Bland de reformer som regeringen Staaff II drev igenom kan införandet av folkpension 1913 nämnas.
För att förhindra en ny och mer radikal rösträttsreform sökte högern och kungahuset strid med Karl Staaff, med försvarsfrågan som verktyg. Trots sin tidigare inställning om försvarskostnadernas minskning eller status quo var Staaff 1913 ("Karlskronatalet") utmålad av högern som en landsförrädare.
Sedan kung Gustaf V i sitt tal till det så kallade bondetåget i februari 1914 (se borggårdskrisen) öppet tagit avstånd från regeringen blev Staaffs ställning ohållbar. Staaff och hans kollegor intog ståndpunkten att kungen handlat inkonstitutionellt då han gjort ett offentligt uttalande i politiska ämnen utan att på förhand höra regeringen. Man hemställde till kungen att han skulle förbinda sig att när han i framtiden ämnade göra några sådana uttalanden, "på förhand giva statsrådet kännedom om det tillämnade yttrandet". Detta löfte var det dock inte regeringens mening att kungen skulle avge skriftligen, inte heller att det skulle offentliggöras. På samma gång tillkännagav regeringen att i händelse av avböjande svar skulle ministärens samtliga ledamöter att begära sitt entledigande. Kungens svar blev: "Denna hemställan kan jag icke bifalla, ty jag vill ej beröva mig rätten att fritt meddela mig med Sveriges folk." Konsekvensen blev att den Staaffska regeringen avgick.

## Statsråd
| Statsminister         |  | Karl Staaff            | 7 oktober 1911 | 17 februari 1914 | Liberala samlingspartiet |
| Justitieminister      |  | Gustaf Sandström       | 7 oktober 1911 | 17 februari 1914 | Liberala samlingspartiet |
| Utrikesminister       |  | Albert Ehrensvärd d.y. | 7 oktober 1911 | 17 februari 1914 | Liberala samlingspartiet |
| Krigsminister         |  | David Bergström        | 7 oktober 1911 | 17 februari 1914 | Liberala samlingspartiet |
| Sjöförsvarsminister   |  | Jacob Larsson          | 7 oktober 1911 | 17 februari 1914 | Liberala samlingspartiet |
| Civilminister         |  | Axel Schotte           | 7 oktober 1911 | 17 februari 1914 | Liberala samlingspartiet |
| Finansminister        |  | Theodor Adelswärd      | 7 oktober 1911 | 17 februari 1914 | Liberala samlingspartiet |
| Ecklesiastikminister  |  | Fridtjuv Berg          | 7 oktober 1911 | 17 februari 1914 | Liberala samlingspartiet |
| Jordbruksminister     |  | Alfred Petersson       | 7 oktober 1911 | 17 februari 1914 | Liberala samlingspartiet |
| Konsultativa statsråd |  |                        |                |                  |                          |
| Konsultativt statsråd |  | Bror Petrén            | 7 oktober 1911 | 17 februari 1914 | Liberala samlingspartiet |
| Konsultativt statsråd |  | Karl Stenström         | 7 oktober 1911 | 17 februari 1914 | Liberala samlingspartiet |